# Scaphyglottis subulata
Scaphyglottis subulata är en orkidéart som beskrevs av Rudolf Schlechter. Scaphyglottis subulata ingår i släktet Scaphyglottis och familjen orkidéer.
Artens utbredningsområde är Costa Rica. Inga underarter finns listade i Catalogue of Life.